# Corydalis vyschinii
Corydalis vyschinii är en vallmoväxtart som beskrevs av Bezd.. Corydalis vyschinii ingår i släktet nunneörter, och familjen vallmoväxter. Inga underarter finns listade i Catalogue of Life.